# Draconettidae
Draconettidae là một họ cá nhỏ chứa 15 loài cá biển, trước đây xếp trong bộ Perciformes, nhưng gần đây được chuyển sang bộ Syngnathiformes. Chúng được tìm thấy trong các vùng nước nhiệt đới và ôn đới thuộc Đại Tây Dương, Ấn Độ Dương và Thái Bình Dương. Người ta cho rằng chúng có quan hệ họ hàng gần và có bề ngoài giống với các loại cá đàn lia của họ Callionymidae. Chúng là cá nhỏ, với loài lớn nhất có chiều dài chỉ là 12 cm (4,7 inch). Giống như cá đàn lia, chúng là cá sống đáy, và thường có dị hình giới tính.